# Shinichiro Kuwada
Shinichiro Kuwada (桒田 慎一朗, Kuwada Shinichiro) est un footballeur japonais né le 6 décembre 1986. Il évolue au poste de milieu de terrain.

## Biographie
Shinichiro Kuwada commence sa carrière professionnelle au Sanfrecce Hiroshima. En 2011, il est transféré au Fagiano Okayama, club de J-League 2.

## Palmarès
- Champion de J-League 2 en 2008 avec le Sanfrecce Hiroshima
- Vainqueur de la Supercoupe du Japon en 2008 avec le Sanfrecce Hiroshima
- Finaliste de la Coupe du Japon en 2007 avec le Sanfrecce Hiroshima
- Finaliste de la Coupe de la Ligue japonaise en 2010 avec le Sanfrecce Hiroshima